# پورتربروک
پورتربروک (انگلیسی: Porterbrook) شرکت صنایع سنگین بریتانیایی است، که در سال ۱۹۹۴ تأسیس شد.